# Friedrich Carl Gröger
Friedrich Carl Gröger (Plön, 14 de outubro de 1766 — Hamburgo, 9 de novembro de 1838) foi um pintor de retratos e litógrafo da Alemanha do Norte. Um dos retratistas mais respeitados de sua época no norte da Alemanha, seus trabalhos podem ser encontrados em vários museus, incluindo o Hamburger Kunsthalle, bem como nas coleções particulares do norte da Alemanha, Holstein e dinamarquês.

## Vida
Gröger era filho de um alfaiate em Plön, onde cresceu em circunstâncias modestas. Seus pais queriam que ele se tornasse alfaiate ou madeireiro e se opuseram às suas primeiras atividades artísticas. Ele foi largamente autodidata em pintura, embora tenha tido algum contato em Lübeck com Tischbein e em 1785 estivesse na cidade de Lübeck, onde conheceu Heinrich Jacob Aldenrath, seu primeiro amigo mais leal e ao longo da vida - o Grögersweg em Hamburgo-Barmbek, chamado depois dele, liga a Tischbeinstraße ao Aldenrathsweg.
Desde 1789, ele estudou na Academia Prussiana de Artes de Berlim. Ele e Aldenrath foram juntos a Hamburgo, em uma viagem de estudo conjunto a Dresden e Paris, depois de volta a Lübeck, onde trabalhou até 1807. Eles alternaram entre Hamburgo, Copenhague, Kiel e Lübeck, antes de finalmente se estabelecerem em Hamburgo em 1814. Em 1792, Gröger foi nomeado membro honorário da Gesellschaft zur Beförderung gemeinnütziger Tätigkeit, em Lübeck.
Gröger evoluiu de pintor em miniatura para retratista, que no final de sua vida preferiu retratos de três quartos. Aldenrath assumiu o lado da pintura em miniatura de seus negócios conjuntos. Após a litografia desenvolvida no norte da Alemanha, os dois trabalharam nesse meio individualmente e em conjunto sob o nome comercial Firma Gröger & Aldenrath.

## Galeria

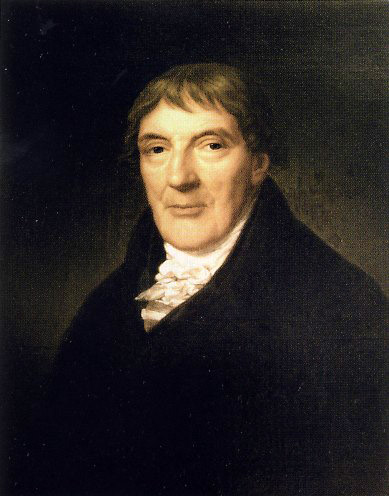
Johann Albert Heinrich Reimarus
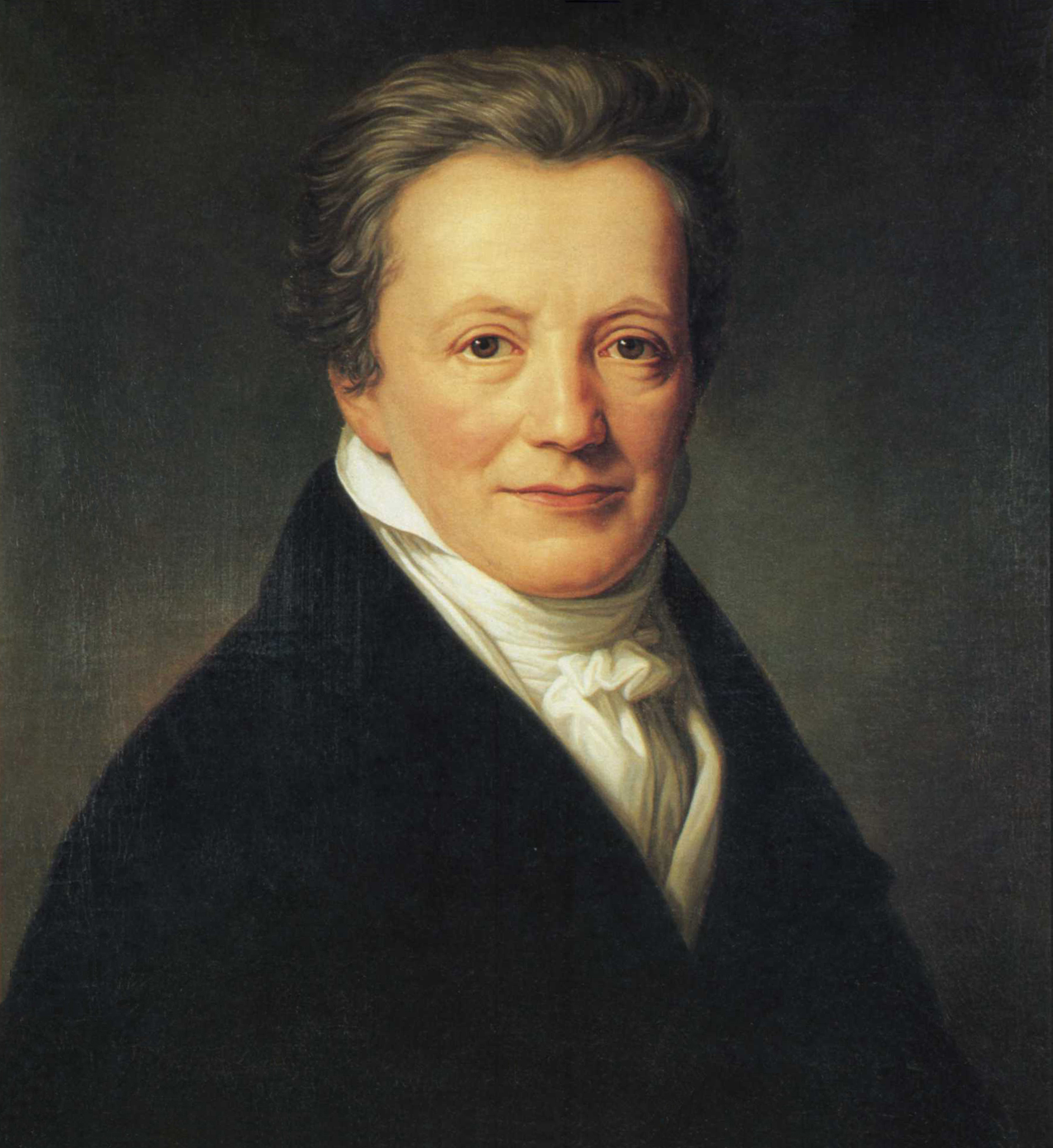
Salomon Heine
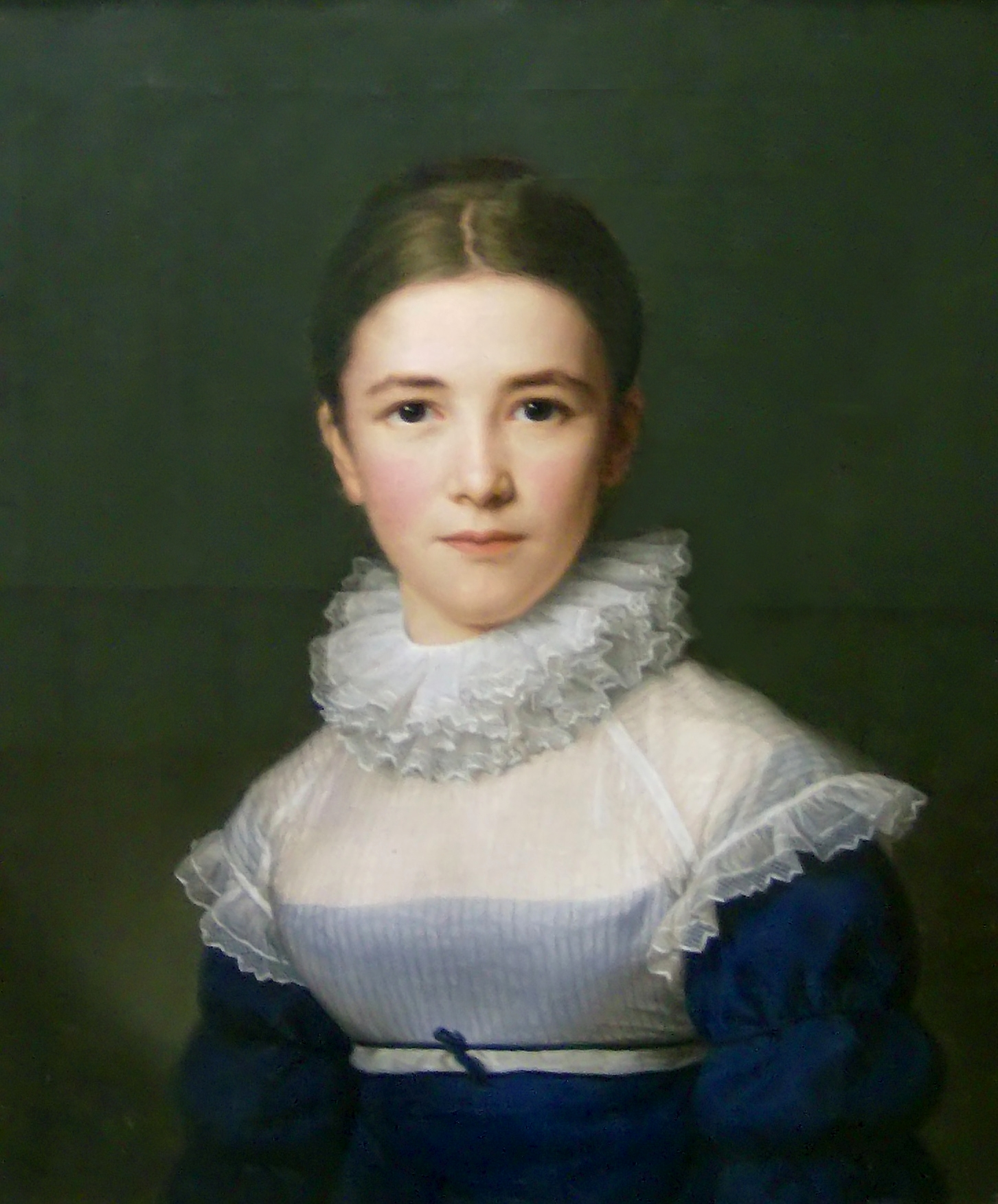
Lina Gröger, filha adotiva do artista, 1802
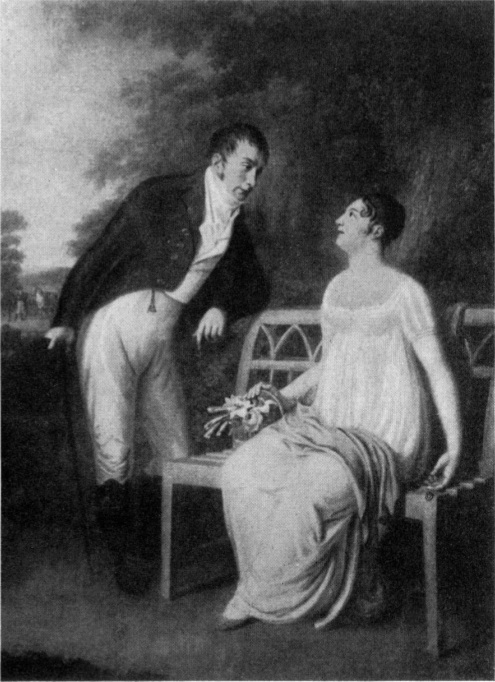
Gerhard von Hosstrup e sua esposa Elisabeth née Seyler, pintados ca. 1815